# 161989 Cacus
161989 Cacus è un asteroide Apollo del diametro medio di 1,9 km. Scoperto nel 1978, presenta un'orbita caratterizzata da un semiasse maggiore pari a 1,1231255 UA e da un'eccentricità di 0,2139748, inclinata di 26,06034° rispetto all'eclittica.
L'asteroide è dedicato a Caco, personaggio della mitologia romana.